# Kiss and cry

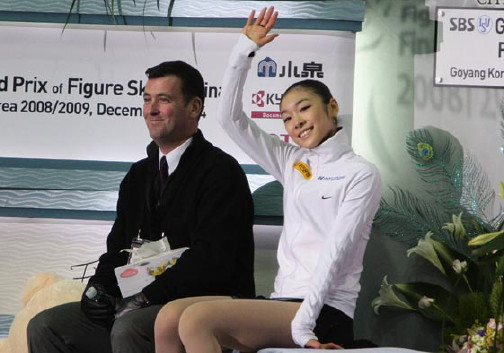
金妍儿（右）与教练Brian Orser（左）坐在亲吻与哭泣区等待成绩。

Kiss & Cry（亲吻与哭泣区）是花样滑冰比赛里选手表演结束后等待成绩公布的位置，一般位于冰场的角落，配置有座椅，并常有鲜花等背景陪衬以供摄像或摄影。 在冬奥比赛中，除了选手本人，佩戴有“Kiss & Cry”证件的教练等陪同人员亦可进入这块区域。分数宣布后，选手常在此处与教练亲吻庆祝或者哭泣。
在1983年赫尔辛基世界花样滑冰锦标赛赛前，正在绘制赛场地图的电视技师们想要知道这片区域的名称，便询问当时芬兰的一个花滑官员简·埃尔科（Jane Erkko），后者就想出了这个名字。正式的冰场外等候分数区首次出现于1984年萨拉热窝冬奥会。术语“Kiss & Cry”在1990年代早期已被广泛使用，目前已经成为国际滑冰联合会官方规范之一。展示亲吻与哭泣区使得花样滑冰运动更加地个人化，从而使之在奥运电视节目中更受欢迎。许多国家，包括美国，会训练运动员在等待成绩时如何在摄像机前表现自己。
现时，部分体操比赛也会配备亲吻与哭泣区。

## 引用
1. ↑  .   [2022-02-11]. （原始内容存档于2012-06-19）.
2. ↑  . 中国日报双语新闻. 2022-02-11  [2022-02-11]. （原始内容存档于2022-02-11）.
3. ↑  张奥林. . 中国新闻网. 2022-02-11  [2022-02-11]. （原始内容存档于2022-04-27）.
4. ↑  Sonia Bianchetti Garbato, Cracked Ice.  ISBN 88-86753-72-1.  pp. 45–56
5. ↑  .   [2022-02-11]. （原始内容存档于2018-06-28）.
6. 1 2 3  Macur, Juliet. . The New York Times. 2010-02-22: A1  [July 29, 2012]. （原始内容存档于2022-03-09）.
7. ↑  . International Skaters Union.   [July 29, 2012]. （原始内容存档于July 16, 2012）.
8. ↑  .   [2022-02-11]. （原始内容存档于2019-12-24）.